# Verbandstube

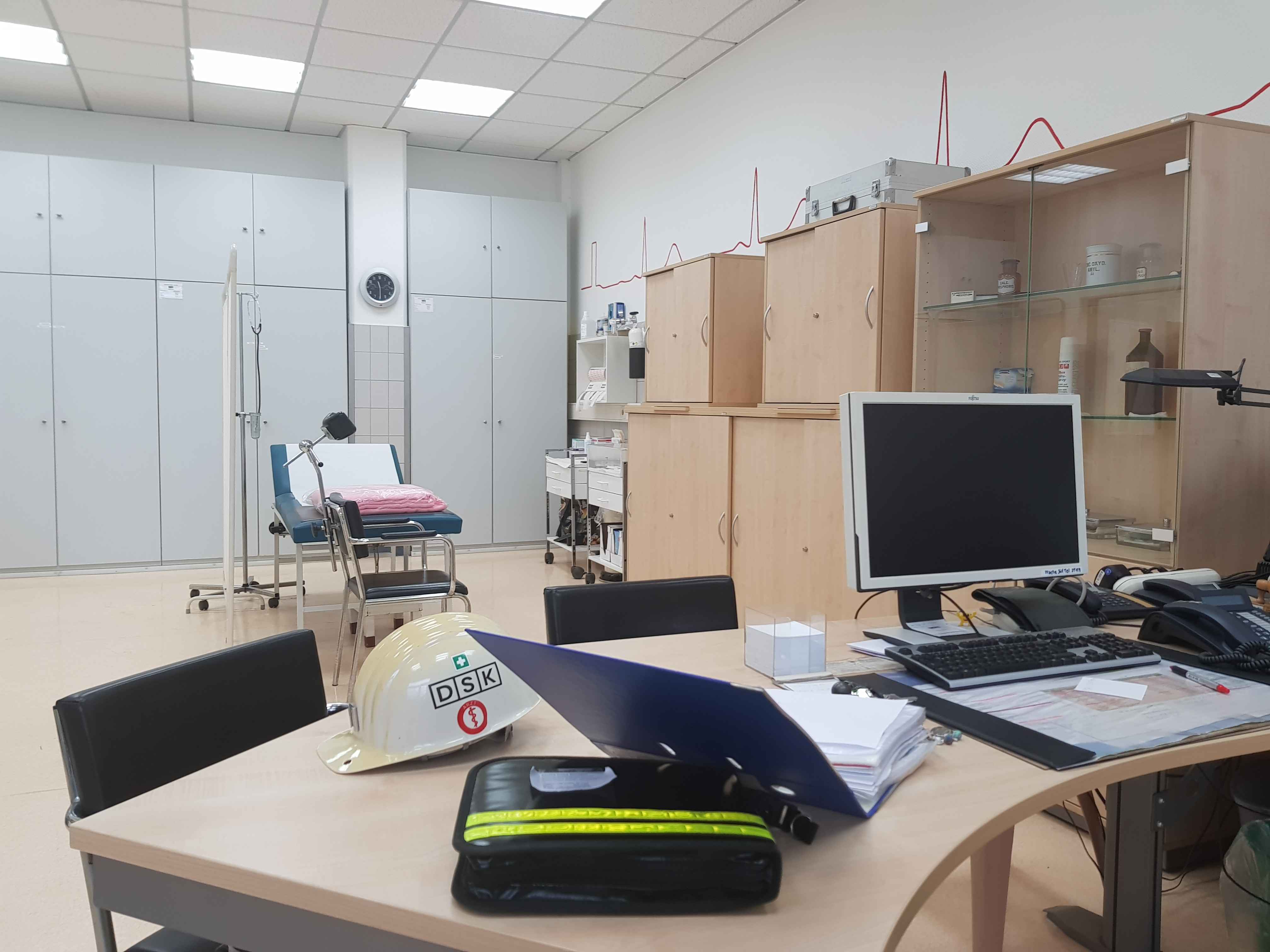
Übersichtsaufnahme einer Verbandstube (ehem. Bergwerk Auguste Viktoria Marl). Schreibtisch mit Dokumentationsmaterial, Behandlungsliege, Schränke mit Sanitätsmaterial (2018).

Eine Verbandstube ist ein Raum zur Behandlung von Verletzten und Erkrankten. Der Begriff tauchte bereits früh in historischen und künstlerischen Darstellungen im Zusammenhang mit der Versorgung von Kriegsverwundeten auf.

## Verbandstuben in Bergwerken und Betrieben
Der Begriff wird in Deutschland insbesondere für eine „nicht-untertägige“ Erste-Hilfe-Station im Bergwerk bzw. in Bergwerken angeschlossenen Betrieben (z. B. auch in Kraftwerken oder Stahlindustrie) verwendet. Dieser Raum war mit einem ausgebildeten Heilgehilfen besetzt, der die Erstversorgung von Verwundeten und Erkrankten übernahm.

## Aufgabenspektrum

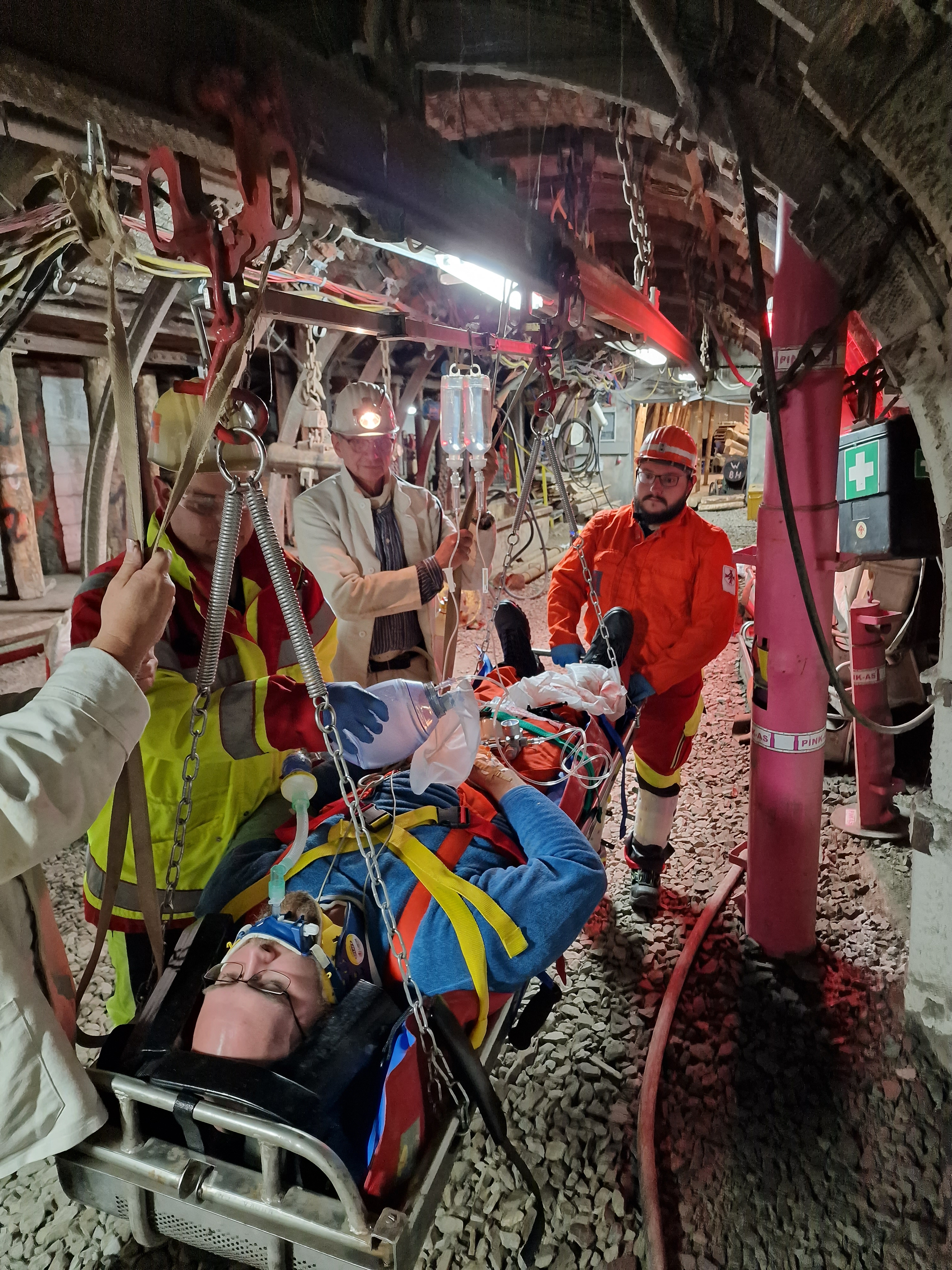
Beispiel zur Verletztenversorgung und des Transports „unter Tage“: Heilgehilfe, Arzt, Bergmann und Grubenwehr bei der Versorgung.

Neben ambulanten Versorgungen durch den Heilgehilfen wurde die Verbandstube auch im Rahmen von ärztlichen Versorgungen und arbeitsmedizinischen Untersuchungen z. B. von Werks-/Betriebsärzten genutzt. Ferner war die Verbandstube Teil des betrieblichen Rettungswesens bzw. Teil des ärztlichen Hilfswerks sowie Schnittstelle für die Zusammenarbeit mit den örtlichen Regelrettungsdiensten. Abhängig vom Standort wurden zum Teil auch aus dem Werk kommende Notrufe in der Verbandstube disponiert. Insbesondere bei „untertägigen“ Ereignissen waren hier genaue örtliche Kenntnisse über das Streckennetz und über den Aufbau einer speziellen Rettungskette notwendig. Das Personal der Verbandstuben wurde zur Erstversorgung von Notfällen auf dem gesamten Betriebsgelände eingesetzt. Dabei deckten sie sowohl Örtlichkeiten „über Tage“ (Verwaltung, Werkstätten, Kauen etc.) als auch Betriebspunkte „unter Tage“ ab.

## Geschichte im Steinkohlebergbau
Die Notwendigkeit zum Ausbau des Rettungswesens im Bergbau und damit auch die Implementierung der Verbandstuben ergab sich zum einen aus dem Wachstum und der zunehmenden Anzahl der Bergwerke zwischen Ende des 19. und Mitte/Ende des 20. Jahrhunderts sowie der Erfahrung von diversen Grubenunglücken. Ideen zur Errichtung von Verbandstuben ergaben sich zunächst z. T. aus den Betrieben selbst. Die Umsetzung wurde im Verlauf durch Unfallversicherungsträger unterstützt und später durch Bergämter reglementiert und überwacht. Räume, notwendiges Arbeitsmaterial und Personal wurden dabei von den Trägern der Montanindustrie gestellt. Dies waren z. T. die eigenständigen Bergwerke selbst, später Zusammenschlüsse von Bergwerken, wie der Eschweiler Bergwerks-Verein (EBV) bzw. Konsolidierungsgesellschaften, die Deutsche Steinkohle (DSK) und zum Schluss der Kohleförderung federführend die Ruhr Kohle Aktiengesellschaft (RAG).
Mit dem Ausstieg aus der Kohleförderung veränderten sich anfallende Aufgaben. Umweltaspekte, Management des Grubenwassers und Verfüllung der Schächte wurden auf das Ressort Grubenwasserhaltung übertragen. Dabei kam es insgesamt zu einem Abbau von Personal, so auch in den Verbandstuben. Die bedarfsorientierte Notfallversorgung im Rahmen der neuen Aufgaben war jedoch bei mehr als 20 anwesenden, untertägig tätigen Mitarbeitern bergrechtlich weiterhin vorgeschrieben.
Ab Januar 2016 wurde das medizinische Schulungs- und Dienstleistungsunternehmen MIGA Ahlen unter Leitung von Dr. med. Markus Koyro und fachlicher Beratung von Dieter Dolenc (Ltd. Heilgehilfe a. D.) mit der Durchführung des betrieblichen Sanitätsdienstes bzw. der Besetzung der Verbandstuben des Wasserhaltungsstandortes Haus Aden/Grimmberg II in Bergkamen beauftragt.
Es folgte die deutschlandweite sanitätsdienstliche Betreuung der noch bestehenden ehem. Bergwerke bzw. der Wasserhaltungsstandorte (Haus Aden/Grimmberg II Bergkamen, Auguste Viktoria Marl, Prosper-Haniel Bottrop, temporär Nordschacht Anthrazit Ibbenbüren, Saarbergwerke Duhamel Ensdorf).
Bereits zu Zeiten der Kohleförderung unterstützte der externe Dienstleister die Verbandstuben zur Spitzenabdeckung auf den Schächten Heinrich-Robert auf dem Bergwerk Ost in Hamm (Westfalen).
Ferner wurde in Zusammenarbeit mit dem Mobilen Institut für Gesundheitsausbildung (MIGA) die Aus- und Fortbildung der betrieblichen Ersthelfer (Nothelfer) und z. T. des betriebseigenen Rettungspersonals vorgenommen.

## Baulich-örtliche Voraussetzungen
Eine Verbandstube sollte zu ebener Erde ausgerichtet bzw. zugänglich für Transportmittel wie Krankentrage, Schleifkorb oder rettungsdienstlicher Fahrtrage sein. Niveauunterschiede können durch eine Rampe ausgeglichen werden. Für etwaige Umlagerungen von Patienten sollte der Eingang der Verbandstube überdacht und vor Witterungseinflüssen geschützt sein. In Eingangsnähe sollte sichtbar ein Schild angebracht sein, welches anzeigt, ob die Verbandstube besetzt ist. Im Falle einer Nichtbesetzung muss ein telefonischer Kontakt zur Rufbereitschaft des Sanitäters und/oder des Rettungsdienstes angebracht sein. Telekommunikationseinrichtungen sollten vorhanden sein. Eine Verbandstube kann sowohl innerhalb eines festen Gebäudes als auch in einem Container oder mobil untergebracht sein. Die Verbandstube darf sich nicht in einem unmittelbaren Gefahrenbereich befinden. Eine Verbandstube muss über ausreichend Platz zur Patientenversorgung und Vorhaltung von notwendigen Betriebsmitteln verfügen. Idealerweise sind Aufenthalts-/Sozialbereich des Sanitäters separiert vom Behandlungsraum, und es ist eine kleine Warte- und Anmeldezone eingerichtet, welche Datenschutz/Hygiene und Priorisierung ermöglicht. Ferner sollte bestenfalls eine separate Toilette und Dusche, mind. jedoch ein Handwaschplatz vorhanden sein. Der Raum sollte mit einer Klimaanlage/ Belüftungsmöglichkeit versehen und Witterungs- sowie Lärmgeschützt sein. Verwendete Oberflächen sollten leicht zu reinigen sein.

## Ausstattung
| Tab.1 Ausstattung Verbandstube |

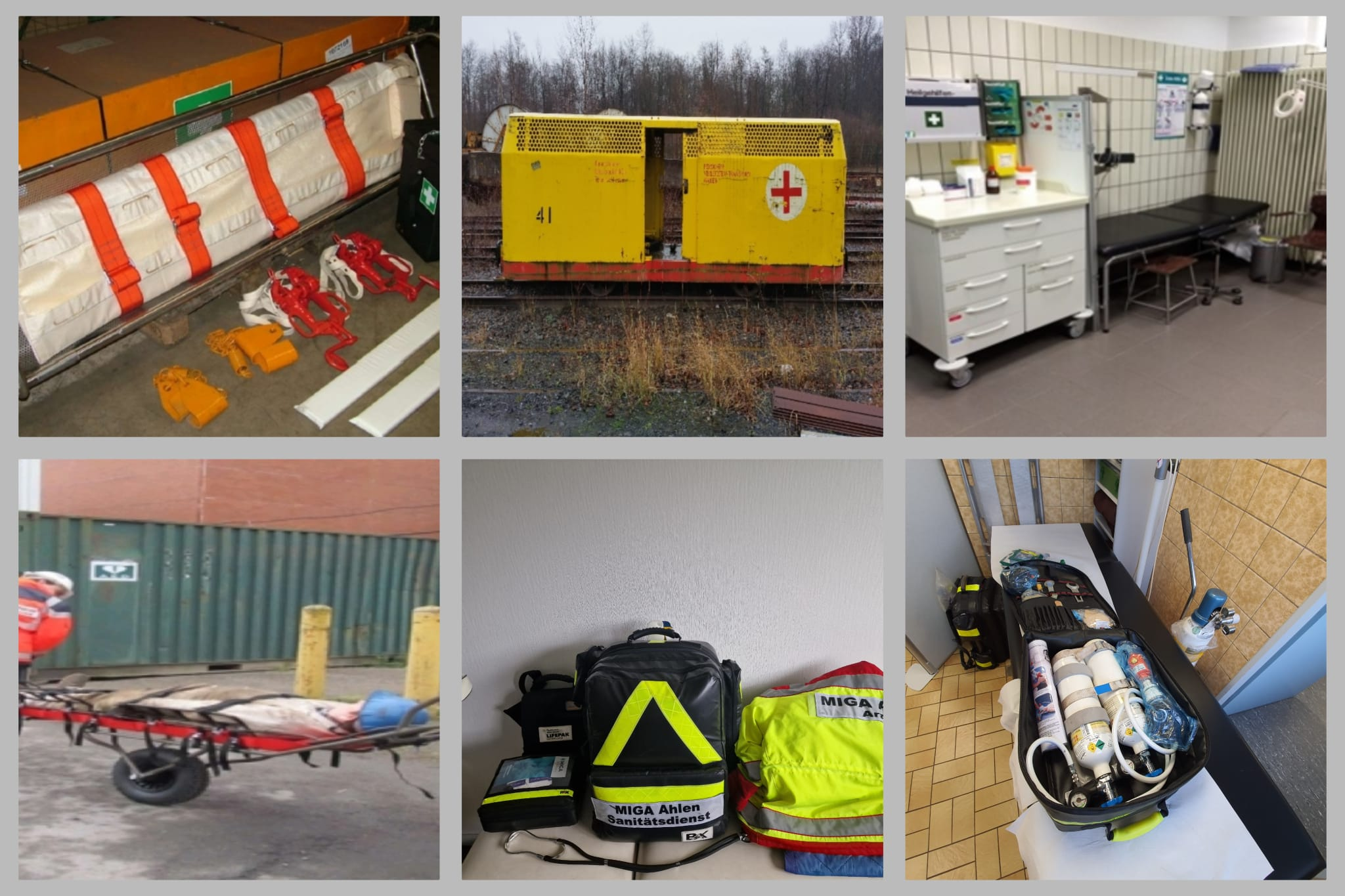
Material Sanitätsdienst Bergbau: Schleifkorbtrage, Verletztentransportwagen, Material in Verbandstube, Trage, mobile Notfallausrüstung, Beatmungsgerät.

| Behandlungsliege, Decke, Patientenunterlagen, Behandlungsstuhl, Personenwaage, Schreibtisch, Stuhl, Infusionsständer, Papierkorb und Dokumentationsmaterial verfügbar: Transportmittel wie Schleifkorb, Krankentrage etc.                                                |
| Handdesinfektionsmittelspender, Zellstoff, Reinigungs- und Pflegeprodukte für die Haut, Waschschüssel mit Ständer und Duschmaterial |
| Wundversorgungs- und Verbandmaterial, Abwurfbehälter, Augenspülflaschen, z. T. mit speziellen Pufferlösungen (Diphortherine) |
| Diagnostikset mit RR-Gerät, Stethoskop, Temperaturmessung, Blutzuckermessgerät, ggf. Otoskop |
| Notfallkoffer oder Rucksack, Ampullarium mit Notfallmedikamenten (abh. vom. Betrieb), für Bergbaubetriebe z. B. gem. Liste RAG (Ltd. Arbeitsmedizinerin)/MIGA(Dr.Koyro) Bedarfsmedikamente, welche nach Rücksprache mit der ärztlichen Leitung verabreicht werden können |
| Automatischer Externer Defibrillator / AED (vor Nutzung ist eine sog. „Freimessung“ wegen Explosionsgefahr vorzunehmen), Sauerstoffbehandlungsgerät, Absauggerät und Beatmungsbeutel                                                                                     |
| Persönliche Schutzausrüstung (u. a. Helm, Schutzbrille, Overall oder Bergmannskleidung, Schienbeinschoner, Sicherheitsschuhe, Grubenlampe, Filterselbstretter), Akkunotleuchte                                                                                           |
| ggf. Amputationsbesteck (Standortabhängig) optional: diverses Immobilisationsmaterial, Devices für alternative Zugänge und Atemwegsmanagement sowie Blutstillung |

## Verbandstube heute
In einigen Betrieben findet sich der Begriff noch für Räume, in denen innerbetrieblich Versorgungen von verletzten oder erkrankten Mitarbeitern stattfinden. Abhängig von Vorgaben nach Gefahrenanalysen, Empfehlungen der Arbeitsmedizin und innerbetrieblichen Wünschen können die Ausstattung und Besetzung hier variieren. Der heutige Erste-Hilfe-Raum ist gemäß Arbeitsstättenrichtlinie ab einer Betriebsgröße von 1000 Mitarbeitern oder ab einer Betriebsgröße von mehr als 100 Beschäftigten und entsprechendem Gefahrenpotential vorgeschrieben. Gem. der DGUV-Empfehlungen ist ein Erste-Hilfe-Raum mit einer Mindestausstattung ausgerüstet, welche sich in Grundzügen derer der ehemaligen Verbandstuben ähnelt.